# دیوید پاری
دیوید پاری  (متولد ۷ مارس سال ۱۹۹۲) یک بازیکن دفاعی فوتبال آمریکایی که برای وایکینگها مینه سوتا از لیگ فوتبال ملی (NFL) بازی می‌کند. او همچنین در کالج فوتبال در دانشگاه استنفورد بازی کرده است.